# Municipio de Nazas
El municipio de Nazas es uno de los 39 municipios en que se encuentra dividido el estado mexicano de Durango. Su cabecera es la ciudad de Nazas.

## Geografía
El municipio de Nazas se encuentra localizado en el noreste del estado de Durango y al oeste de la Comarca Lagunera. Tiene una extensión territorial de 2392.346 kilómetros cuadrados que representan el 2.0 % de la extensión total del estado. Sus coordenadas geográficas extremas son 24°57′ - 25°36′ de latitud norte y 103°46′ - 104°24′ de longitud oeste, y su altitud va de un mínimo de 1100 a un máximo de 2500 metros sobre el nivel del mar.
El territorio del municipio limita al norte con el municipio de Mapimí, al noreste con el municipio de Lerdo y al sureste con el municipio de Cuencamé; al sur limita con el municipio de Peñón Blanco, al suroeste con el municipio de San Juan del Río y al oeste con el municipio de Rodeo; finalmente, al noroeste limita con el municipio de San Luis del Cordero y el municipio de San Pedro del Gallo.

### Hidrografía
El municipio de Nazas, económicamente depende mucho o en un muy alto porcentaje del río que lleva su mismo nombre, hace su recorrido de poniente a oriente, al penetrar en este territorio el río corre por una cañada estrecha hasta la desembocadura del Arroyo de Covadonga, en donde comienza el gran valle agrícola con tierras planas que se extienden sobre su propio lecho. El río Nazas, se abastece de la presa Lázaro Cárdenas la cual regula su flujo de acuerdo a sus necesidades de la programación agrícola y almacena sus sobrantes en la presa Francisco Zarco para de ahí hacer una nueva programación de flujo hacia la región lagunera. Principalmente tiene dos grandes avenidas que duran aproximadamente tres meses cada una. Una al inicio de la primavera y la otra en verano.

### Clima y ecosistemas
El clima característico del municipio es tanto el templado subhúmedo como el seco o estepario. La temperatura media anual es de 20.8 °C. La precipitación media anual es de 300 milímetros. La evaporación media anual es de 1,965.50 milímetros. La primera helada se registra en el mes de octubre y la última en el mes de marzo. Aunque existen testimonios de fenómenos naturales que registran heladas hasta en el mes de abril sin ser comunes provocando con esto una catástrofe en los cultivos agrícolas.
La vegetación está constituida principalmente por matorrales y mezquites. En la parte del valle del río Nazas abundan árboles silvestres como los álamos, mezquites, sabinos y sauces; de la misma manera en los terrenos de cultivo sobresalen las nogaleras.
La fauna está formada por venado, jabalí, zorra, gato montés, león silvestre, peces y serpientes.

### Recursos naturales
Sus condiciones climatológicas corresponden a la región semiárida del estado, lo que unido a la formación caliza de las montañas produce la vegetación característica de la zona, que es la lechuguilla, el guayule, el ocotillo y el cardenche. En cambio en la parte del norte, hay grandes planicies, que son prolongaciones de las vegas del río en donde se encuentran labores importantes que formaron las antiguas haciendas de Santa Bárbara, La Flor, Dolores, San Antonio y Colón y las de los pueblos de Paso Nacional, San Pedro del Tongo y Santa Teresa de la Uña, que levantan importantes cosechas de algodón, trigo, cacahuate y maíz. Existen valiosos recursos mineros de bentonita y uranio.  A la fecha solo se explota la bentonita; sin embargo la vida de los habitantes está basada en la agricultura y el ganado. También se aprovechan productos naturales de los terrenos semiáridos, entre los principales: la lechuguilla que produce fibras y el sotol del que se extrae el licor.

## Demografía
De acuerdo a los resultados del Censo de Población y Vivienda de 2010 realizado por el Instituto Nacional de Estadística y Geografía, la población total del municipio de Nazas asciende a 12 411 personas.
La densidad poblacional es de 5.19 habitantes por kilómetro cuadrado.

### Localidades
En el censo de 2020 el municipio de Nazas contaba con 57 localidades.
| Código INEGI      | Localidad               | Población (2020) |
| ----------------- | ----------------------- | ---------------- |
| 100150001         | Nazas                   | 3 892            |
| 100150025         | General Lázaro Cárdenas | 1 976            |
| 100150019         | Paso Nacional           | 1 393            |
| Otras localidades | Otras localidades       | 5 633            |
| Total municipal   | Total municipal         | 12 894           |

## Política

### Representación legislativa
Para la elección de diputados locales al Congreso de Durango y de diputados federales a la Cámara de Diputados federal, el municipio de Nazas se encuentra integrado en los siguientes distritos electorales:
Local:
- Distrito electoral local de 9 de Durango con cabecera en Bermejillo.[6]

Federal:
- Distrito electoral federal 3 de Durango con cabecera en Guadalupe Victoria.[7]